# Lasse Kühler
Lars Albert (Lasse) Kühler, född 6 augusti 1938 i Norberg, död 28 juni 2014 i Katarina församling i Stockholm, var en svensk dansare och skådespelare.

## Biografi
Kühler inledde sin utbildning vid 14 års ålder och studerade då vid Arne Kindahls dansskola, men påbörjade även en lärlingsutbildning för att bli konditor. 16 år gammal började Kühler som elev i Restaurang Lorrys buggkurser i Sundbybergs stad. Dansläraren Bernt West från Danmark höll i kurserna. Då han var 20 år var han professionell dansör vid sidan av lärlingsutbildningen. Kühler blev känd i början av 1970-talet när han uppträdde tillsammans med Eva Rydberg, med vilken han gjorde många krogshower, turnéer och TV-program. De uppträdde som clowner hos Cirkus Scott och var programledare för Sveriges Televisions Jullovsmorgon 1975.
Kühler medverkade i Hagge Geigerts revy på Lisebergsteatern i Göteborg 1972 och spelade rollen som piccolon Gustl i Vita Hästen på Oscarsteatern 1976. Han turnerade med Riksteatern, spelade revy med Tjadden Hällström i folkparkerna och gjorde krogshow på Bacchi Wapen tillsammans med Laila Westersund och Yan Swahn.
Hans skådespelarinsatser omfattar bland annat huvudrollen i två filmer om 47:an Löken. Han gjorde koreografi till en lång rad musikaler och revyer, bland annat succén Pippi Långstrump med Siw Malmkvist på Folkan 1980.
År 1976 började han undervisa i dans och startade då sin egen dansskola, den första svenska showdansskolan. 
Kühler arbetade under sin tid som pensionär på en bok om sin karriär. I februari 2013 mottog han H.M. Konungens medalj av 8:e storleken i högblått band ur kungens hand för sina insatser som dansare och för sitt arbete att realisera barns dans- och musikdrömmar.
Dansverksamma är även döttrarna Marie Kühler, revyartist och koreograf, och Cathrin Kühler, rektor för dansskolan sedan 2010. Lasse Kühler är gravsatt i minneslunden på Bromma kyrkogård.

## Filmografi
- 1958 – Linje sex
- 1958 – Musik ombord
- 1968 – Estrad (TV-serie)
- 1971 – 47:an Löken
- 1972 – 47:an Löken blåser på
- 1980 – Sverige åt svenskarna

## Teater

### Roller (ej komplett)
| År   | Roll                      | Produktion                                     | Regi                           | Teater        |
| ---- | ------------------------- | ---------------------------------------------- | ------------------------------ | ------------- |
| 1966 | Stanley Barnaby Tucker US | Hello, Dolly! Michael Stewart och Jerry Herman | Sven Aage Larsen               | Oscarsteatern |
| 1968 | Puck                      | En midsommarnattsdröm William Shakespeare      | Hans Bergström                 | Riksteatern   |
| 1971 | Medverkande               | Kar de Mummas nyårsrevy, revy Kar de Mumma     | Hasse Ekman                    | Folkan        |
| 1976 | Gust'l                    | Vita hästen Hans Müller och Ralph Benatzky     | Jackie Söderman                | Oscarsteatern |
| 1978 |                           | Karlsson på taket Astrid Lindgren              | Staffan Götestam Sven Lindberg | Folkan        |

### Koreografi (ej komplett)
| År   | Produktion        | Upphovsmän      | Regi                           | Teater |
| ---- | ----------------- | --------------- | ------------------------------ | ------ |
| 1978 | Karlsson på taket | Astrid Lindgren | Staffan Götestam Sven Lindberg | Folkan |
| 1980 | Pippi Långstrump  | Astrid Lindgren | Staffan Götestam               | Folkan |

## Lasse Kühlers dansskola
Lasse Kühlers dansskola startades 1976 i mindre skala på Södermalm och var då den första showdansskolan i Sverige. Efterhand växte verksamheten och flyttade till större lokaler vid Tegnérlunden med kurser i olika slags dans och musikalinriktning. 
Dottern Cathrin Kühler är sedan 2010 dansskolans rektor. 